# Червоне (Набутівська сільська громада)
Червоне —  селище в Україні, у Черкаському районі Черкаської області, підпорядковане Набутівській сільській громаді. У селі мешкає 30 людей.